# Bahnstrecke Eichstätt–Beilngries
| Streckennummer (DB): | 5323 (Eichstätt–Kinding)                                                                 |                                             |                                             |
| Kursbuchstrecke (DB): | 991                                                                                      |                                             |                                             |
| Kursbuchstrecke: | 413k (Eichstätt Bahnhof – Eichstätt Stadt 1946) 413m (Eichstätt Stadt – Beilngries 1946) |                                             |                                             |
| Streckenlänge: | 46,4 km                                                                                  |                                             |                                             |
| Spurweite: | 1435 mm (Normalspur)                                                                     |                                             |                                             |
| Streckenklasse: | D4                                                                                       |                                             |                                             |
| Streckengeschwindigkeit: | 50 km/h                                                                                  |                                             |                                             |
| |                                                                                          |                                             |                                             |
| \| \| \| von München \| \| \| \| −0,762 \| Eichstätt Bahnhof \| 425 m \| \| \| \| nach Treuchtlingen \| \| \| \| 0,172 \| Schneckenbergtunnel (189 m) \| Schneckenbergtunnel (189 m) \| \| \| 0,825 \| Wasserzell (b Eichstätt) \| Wasserzell (b Eichstätt) \| \| \| 3,000 \| Rebdorf-Hofmühle \| Rebdorf-Hofmühle \| \| \| 3,500 \| Hofmühle \| Hofmühle \| \| \| 3,900 \| Schlagbrücke (von 1885 bis Oktober 1922 Hp) \| Schlagbrücke (von 1885 bis Oktober 1922 Hp) \| \| \| 5,047 \| Eichstätt Stadt (ehem. Bf) \| 389 m \| \| \| 5,089 \| \| \| \| \| 7,500 \| Pietenfeld \| Pietenfeld \| \| \| 10,000 \| Landershofen \| Landershofen \| \| \| 12,500 \| Pfünz \| Pfünz \| \| \| 13,700 \| Inching \| Inching \| \| \| 17,200 \| Walting \| Walting \| \| \| 20,100 \| Pfalzpaint \| Pfalzpaint \| \| \| 22,000 \| Gungolding \| Gungolding \| \| \| 24,100 \| Arnsberg (Bay) \| Arnsberg (Bay) \| \| \| 27,300 \| Böhming \| Böhming \| \| \| 29,400 \| Kipfenberg \| Kipfenberg \| \| \| \| Altmühl \| \| \| \| 33,300 \| Ilbling \| Ilbling \| \| \| \| Schnellfahrstrecke Nürnberg–Ingolstadt \| \| \| \| 35,200 \| Kinding \| 375 m \| \| \| \| Bundesautobahn 9 \| \| \| \| \| Schwarzach \| \| \| \| 40,200 \| Unteremmendorf \| Unteremmendorf \| \| \| 41,500 \| Pfraundorf \| Pfraundorf \| \| \| 42,900 \| Badanhausen \| Badanhausen \| \| \| \| von Dietfurt \| \| \| \| 46,300 \| Beilngries \| Beilngries \| \| \| \| nach Neumarkt \| \| \| \| \| \| \| \| Quellen: [1][2][3][4] \| \| \| \| |                                                                                          |                                             |                                             |
| Strecke |                                                                                          | von München                                 | von München                                 |
| Bahnhof | −0,762                                                                                   | Eichstätt Bahnhof                           | 425 m                                       |
| Abzweig geradeaus und nach links |                                                                                          | nach Treuchtlingen                          | nach Treuchtlingen                          |
| Tunnel | 0,172                                                                                    | Schneckenbergtunnel (189 m)                 | Schneckenbergtunnel (189 m)                 |
| Haltepunkt / Haltestelle | 0,825                                                                                    | Wasserzell (b Eichstätt)                    | Wasserzell (b Eichstätt)                    |
| Haltepunkt / Haltestelle | 3,000                                                                                    | Rebdorf-Hofmühle                            | Rebdorf-Hofmühle                            |
| ehemaliger Haltepunkt / Haltestelle | 3,500                                                                                    | Hofmühle                                    | Hofmühle                                    |
| ehemaliger Dienststation / Betriebs- oder Güterbahnhof | 3,900                                                                                    | Schlagbrücke (von 1885 bis Oktober 1922 Hp) | Schlagbrücke (von 1885 bis Oktober 1922 Hp) |
| Haltepunkt / Haltestelle, ehemaliger Bahnhof | 5,047                                                                                    | Eichstätt Stadt (ehem. Bf)                  | 389 m                                       |
| | 5,089                                                                                    |                                             |                                             |
| Haltepunkt / Haltestelle (Strecke außer Betrieb) | 7,500                                                                                    | Pietenfeld                                  | Pietenfeld                                  |
| Haltepunkt / Haltestelle (Strecke außer Betrieb) | 10,000                                                                                   | Landershofen                                | Landershofen                                |
| Bahnhof (Strecke außer Betrieb) | 12,500                                                                                   | Pfünz                                       | Pfünz                                       |
| Haltepunkt / Haltestelle (Strecke außer Betrieb) | 13,700                                                                                   | Inching                                     | Inching                                     |
| Bahnhof (Strecke außer Betrieb) | 17,200                                                                                   | Walting                                     | Walting                                     |
| Bahnhof (Strecke außer Betrieb) | 20,100                                                                                   | Pfalzpaint                                  | Pfalzpaint                                  |
| Bahnhof (Strecke außer Betrieb) | 22,000                                                                                   | Gungolding                                  | Gungolding                                  |
| Bahnhof (Strecke außer Betrieb) | 24,100                                                                                   | Arnsberg (Bay)                              | Arnsberg (Bay)                              |
| Haltepunkt / Haltestelle (Strecke außer Betrieb) | 27,300                                                                                   | Böhming                                     | Böhming                                     |
| Bahnhof (Strecke außer Betrieb) | 29,400                                                                                   | Kipfenberg                                  | Kipfenberg                                  |
| Brücke über Wasserlauf (Strecke außer Betrieb) |                                                                                          | Altmühl                                     | Altmühl                                     |
| Haltepunkt / Haltestelle (Strecke außer Betrieb) | 33,300                                                                                   | Ilbling                                     | Ilbling                                     |
| Kreuzung geradeaus unten (Strecke geradeaus außer Betrieb) |                                                                                          | Schnellfahrstrecke Nürnberg–Ingolstadt      | Schnellfahrstrecke Nürnberg–Ingolstadt      |
| Bahnhof (Strecke außer Betrieb) | 35,200                                                                                   | Kinding                                     | 375 m                                       |
| Strecke mit Straßenbrücke (Strecke außer Betrieb) |                                                                                          | Bundesautobahn 9                            | Bundesautobahn 9                            |
| Brücke über Wasserlauf (Strecke außer Betrieb) |                                                                                          | Schwarzach                                  | Schwarzach                                  |
| Haltepunkt / Haltestelle (Strecke außer Betrieb) | 40,200                                                                                   | Unteremmendorf                              | Unteremmendorf                              |
| Bahnhof (Strecke außer Betrieb) | 41,500                                                                                   | Pfraundorf                                  | Pfraundorf                                  |
| Haltepunkt / Haltestelle (Strecke außer Betrieb) | 42,900                                                                                   | Badanhausen                                 | Badanhausen                                 |
| Abzweig geradeaus und von rechts (Strecke außer Betrieb) |                                                                                          | von Dietfurt                                | von Dietfurt                                |
| Bahnhof (Strecke außer Betrieb) | 46,300                                                                                   | Beilngries                                  | Beilngries                                  |
| Strecke (außer Betrieb) |                                                                                          | nach Neumarkt                               | nach Neumarkt                               |
| |                                                                                          |                                             |                                             |
| Quellen: |                                                                                          |                                             |                                             |

Die Bahnstrecke Eichstätt–Beilngries, von der heute noch der Abschnitt Eichstätt Bahnhof–Eichstätt Stadt betrieben wird, ist eine eingleisige Nebenbahn in Oberbayern. Die größtenteils stillgelegte und abgebaute Strecke wurde auch als Altmühlbahn bezeichnet, da sie mit Ausnahme des Schneckenbergtunnels vollständig im Tal der Altmühl verlief. Im Juli 2020 schlug der Verband Deutscher Verkehrsunternehmen in einem Positionspapier die Verbindung Neumarkt–Beilngries–Kinding als eine von zahlreichen zu reaktivierenden Bahnstrecken vor.

## Geschichte
Die zunächst schmalspurige Strecke in Meterspur (1000 Millimeter Spurweite) wurde in mehreren Abschnitten gebaut. Zuerst wurde die Strecke von Eichstätt Bahnhof nach Eichstätt Stadt am 15. September 1885 eröffnet, die Erweiterung bis Kinding folgte am 7. November 1898. Am 5. November 1929 wurde die von Anfang an in Normalspur (1435 Millimeter Spurweite) gebaute Strecke zwischen Kinding und Beilngries für den Güterverkehr freigegeben und am 15. Mai 1930 wurde auch der Personenverkehr aufgenommen. Bis 6. Oktober 1934 wurde die Schmalspurbahn zwischen Eichstätt Bahnhof und Kinding umgespurt und zwischen den beiden Eichstätter Bahnhöfen neu trassiert. Dabei entstand der 189 Meter lange Schneckenbergtunnel unmittelbar nach der Ausfahrt aus Eichstätt Bahnhof. Die bis dahin vor dem Bahnhof Eichstätt Bahnhof endende Strecke wurde nun in den Normalspurbahnhof eingeführt.
In den 1950er-Jahren nahm der motorisierte Individualverkehr merklich zu. In der Folge wurde der schienengebundene Personenverkehr am 2. Oktober 1955 auf dem Streckenteil zwischen Kipfenberg und Beilngries sowie am 29. Mai 1960 zwischen Eichstätt Stadt und Kipfenberg eingestellt. Der Güterverkehr wurde ebenfalls reduziert: am 29. Mai 1960 wurde der Abschnitt Kinding–Beilngries stillgelegt, am 1. Oktober auch der Abschnitt Kipfenberg–Kinding. Zum 2. Juni 1973 wurde der Güterverkehr auf dem von Eichstätt Stadt talabwärts gelegenen Streckenabschnitt ganz aufgegeben. Der abschnittsweisen Einstellung des Gesamtverkehrs folgte letztlich jeweils die Demontage der Bahnanlagen. 1996 wurde der noch bestehende Güterverkehr auf der Reststrecke Eichstätt Bahnhof bis Eichstätt Stadt eingestellt.

## Streckenbeschreibung

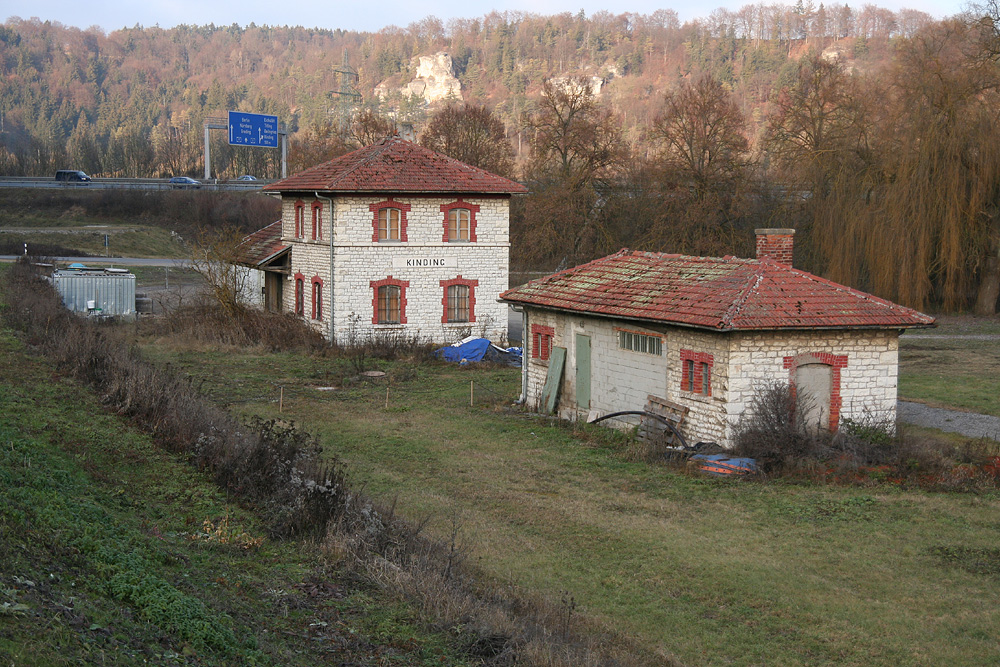
Ehemaliger Bahnhof Kinding

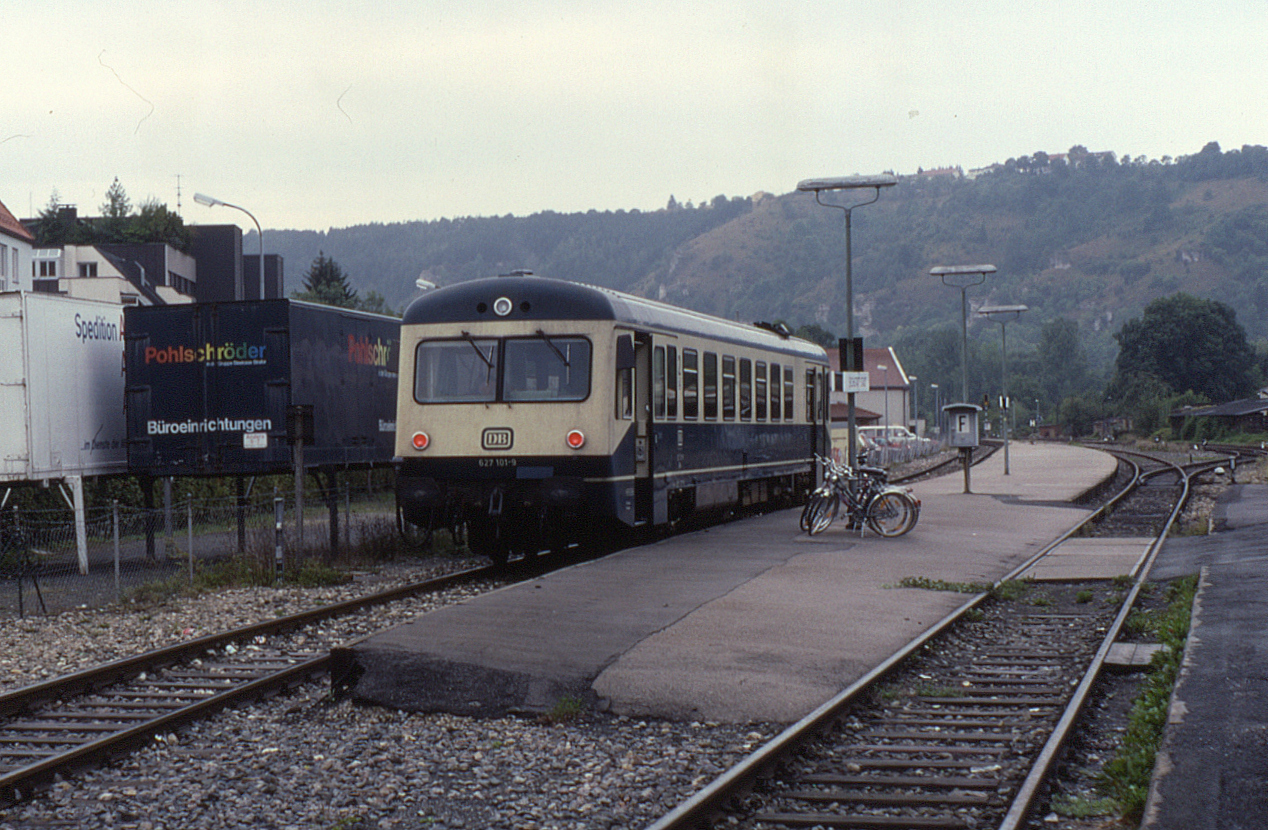
Endbahnhof Eichstätt Stadt, 1991

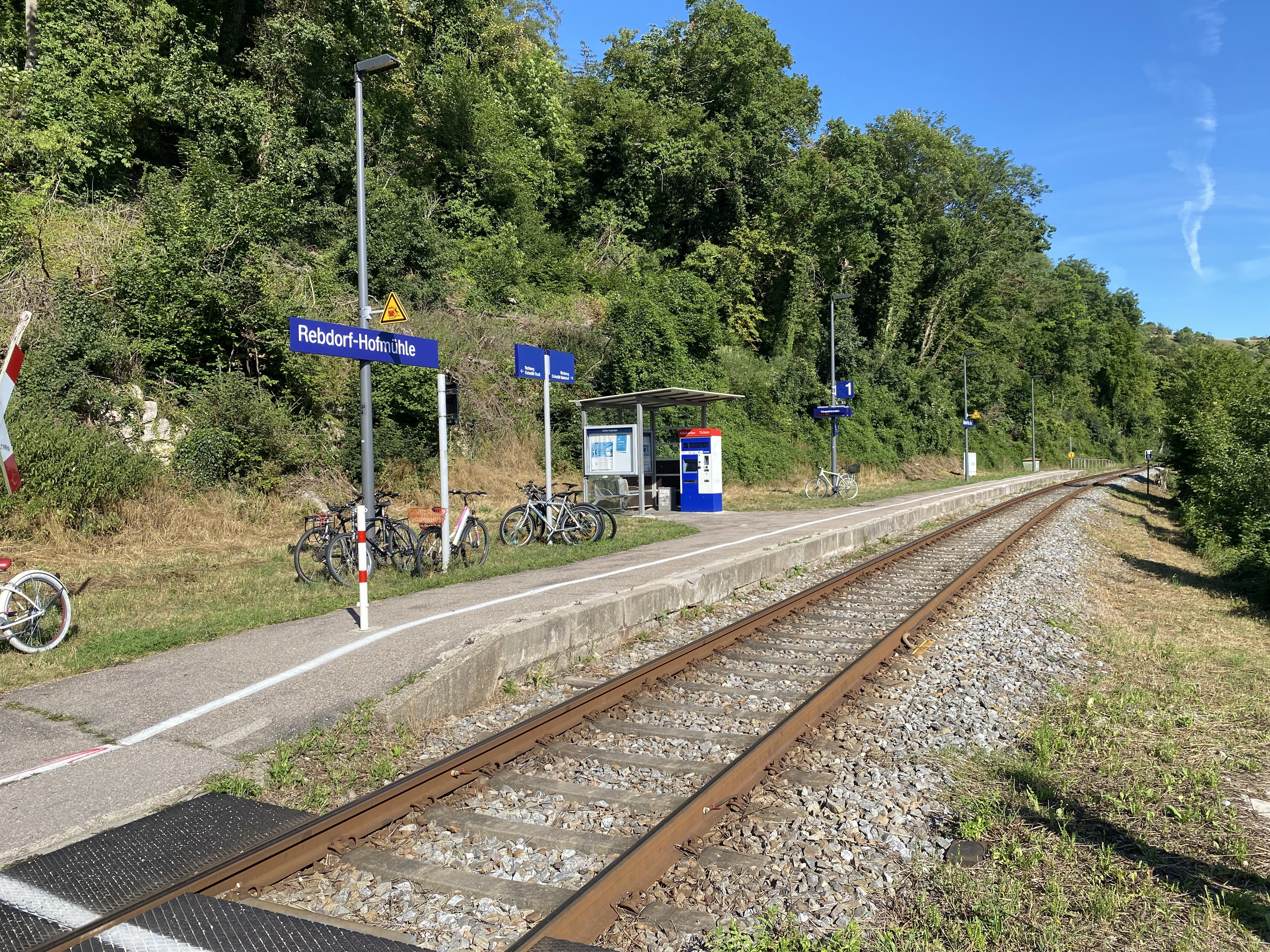
Haltepunkt Rebdorf-Hofmühle, 2022

Die Altmühltalbahn folgte, wie der Name sagt, auf ihrem Weg von Eichstätt nach Beilngries stets dem Lauf der Altmühl. Der Abschnitt Eichstätt Bahnhof–Eichstätt Stadt ist heute als Kursbuchstrecke 991 in Betrieb; auf diesem Abschnitt finden Zubringerfahrten zwischen Eichstätt Stadt und Eichstätt Bahnhof an der Hauptbahnstrecke München–Treuchtlingen statt.

## Heutiger Zustand und Betrieb
Der noch in Betrieb stehende Streckenabschnitt Eichstätt Bahnhof–Eichstätt Stadt wurde bis in die frühen 1980er Jahre von der Deutschen Bundesbahn mit Schienenbussen der Baureihe 798 (einschließlich Steuerwagen der Baureihe 998) bedient, danach mit Dieseltriebwagen der Baureihe 628 und Baureihe 642. Zuletzt wurde hier von DB Regio Oberbayern Personenverkehr im Stundentakt gefahren, in der Hauptverkehrszeit zum Halbstundentakt verdichtet.
2001 wurde die Strecke saniert und vollständig mit neuen Gleisen ausgestattet. Der ehemalige Güterbahnhof in Eichstätt Stadt wurde aufgelassen. Das Gelände wird inzwischen im Rahmen einer städtebaulichen Neuordnung erschlossen und bebaut. Von den einstmals umfangreichen Gleisanlagen existiert im „Stadtbahnhof“ nur noch ein einziges Gleis, so dass Eichstätt Stadt nurmehr ein Haltepunkt ist.
In Eichstätt gab es 2007 Vorschläge der Pro-Bahn-Kreisgruppe Eichstätt, die Strecke wieder bis in das Industriegebiet zu verlängern.
Im Dezember 2009 übernahm die Bayerische Regiobahn den Verkehr auf der Strecke mit Triebwagengarnituren vom Typ Alstom Coradia LINT 41 zunächst bis Dezember 2019. Im Dezember 2018 verlängerte der Aufgabenträger, die BEG, den Vertrag nach einer Ausschreibung bis mindestens Dezember 2029.
Die Trasse von Eichstätt Stadt nach Beilngries wird zum Teil für den Altmühltalradweg genutzt, andernorts ist sie dagegen durch den Bau des Main-Donau-Kanals und der Schnellfahrstrecke Nürnberg–Ingolstadt vollständig verschwunden. Daher ist eine Reaktivierung zwischen Eichstätt und Kinding oder eine Verknüpfung mit dem neuen Bahnhof Kinding an der Schnellfahrstrecke nicht möglich.
Am Haltepunkt Eichstätt Stadt ersetzte DB Station&Service 2018 den damals vorhandenen 22 Zentimeter hohen Bahnsteig durch einen neuen mit einer Länge von 90 Metern sowie einer Höhe von 55 Zentimetern. Die 850.000 Euro teure Baumaßnahme ermöglicht einen barrierefreien Zustieg.
Nach dem Konzept der Bayerischen Staatsregierung für mehr Elektromobilität auf der Schiene in Bayern hat Innenminister Joachim Herrmann im Januar 2018 die Strecke Eichstätt Bahnhof – Eichstätt Stadt aus bayerischer Sicht als Pilotprojekt für den Betrieb mit LOHC-Technik (Liquid Organic Hydrogen Carriers) vorgeschlagen.

## Fahrzeugpark Schmalspur
Zu Beginn erhielt die Bahn fünf dreiachsige Lokomotiven, die als Klasse LE geführt wurden. 1909 kam noch die vierachsige Gts 4/4 und 1919 eine sechsachsige Malletlokomotive Gts 2×3/3 hinzu. Alle Lokomotiven wurden nach der Umspurung verschrottet. Es waren 18 Personenwagen, vier kombinierte Post/Packwagen, zehn gedeckte und vier offene Güterwagen, außerdem 32 Langholzwagen vorhanden. Für den Transport von Normalspurwagen waren bis zu 123 Rollböcke eingesetzt.